# Jeannie Mai
Jeannie Mai (San José, 4 gennaio 1979) è un personaggio televisivo ed esperta di moda statunitense di origini cinesi e vietnamite.

## Biografia
Ha iniziato a lavorare nel campo della moda come artista della cosmetica per la MAC Cosmetics.
Deve la propria popolarità principalmente alla conduzione del programma televisivo di Style Network How Do I Look? del 2009, nominato agli Emmy Award, ed a quello di USA Network Character Fantasy del 2005.
Come esperta di moda e stile, Jeannie Mai è spesso ospite di numerose trasmissioni come Today Show della NBC nella rubrica "Fashion Tips Today" Extra TV e The Daily 10 in onda su E!